# Flavio Romero de Velasco
Flavio Romero de Velasco (* 22. Dezember 1925 in Ameca, Jalisco; † 2. Juli 2016 in Guadalajara, Jalisco) war ein mexikanischer Politiker des Partido Revolucionario Institucional (PRI), der unter anderem zwischen 1955 und 1956 Präsident des Abgeordnetenhauses (Cámara de Diputados) sowie von 1977 bis 1983 Gouverneur des Bundesstaates Jalisco war.

## Leben

### Abgeordneter und Parlamentspräsident
Flavio Romero de Velasco absolvierte nach dem Schulbesuch ein Studium der Rechtswissenschaften an der Juristischen Fakultät der Nationalen Autonomen Universität von Mexiko (UNAM), welches er mit einem Lizenziat (Licenciado en derecho) beendete. Daraufhin nahm er eine Tätigkeit als Rechtsanwalt auf. Er studierte darüber hinaus fünf Jahre lang an der Fakultät für Philosophie und Literaturwissenschaften der UNAM und trat 1950 dem Partido Revolucionario Institucional (PRI) als Mitglied bei. 1952 engagierte er sich als Redner im Wahlkampf von Adolfo Ruiz Cortines bei der Wahl zum Präsidenten und war zeitweise Generalsekretär des PRI im Bundesdistrikt von Mexiko-Stadt (Distrito Federal).
Am 1. September 1955 wurde er für den PRI Mitglied des Abgeordnetenhauses (Cámara de Diputados), des Unterhauses des Kongresses der Union (Congreso General de los Estados Unidos Mexicanos), und vertrat in diesem bis zum 31. August 1958 in der 43. Legislaturperiode den 8. Wahlbezirk des Bundesstaates Jalisco. Im September 1955 löste er Norberto Treviño Zapata als Präsident des Abgeordnetenhauses ab und hatte dieses Amt als Parlamentspräsident bis September 1956 inne, woraufhin Rafael Corrales Ayala seine Nachfolge antrat. 1957 war er als Delegierter des PRI in Tamaulipas teil. 1958 war er Direktor der Ideologischen Kommission und Sprecher von Adolfo López Mateos bei dessen Wahlkampf bei der Wahl zum Präsidenten Mexikos. Am 1. September 1961 wurde er erneut Mitglied des Abgeordnetenhauses und vertrat dort nunmehr in der 45. Legislaturperiode bis zum 31. August 1964 den 3. Wahlbezirk des Bundesstaates Jalisco. Im Anschluss wurde er 1964 Delegierter des PRI in Nayarit und war zudem einige Zeit Leiter der Zollverwaltung von Ciudad Juárez in Chihuahua an der Grenze zwischen den Vereinigten Staaten und Mexiko.
Romero de Velasco wurde am 1. September 1973 zum dritten Mal Mitglied des Abgeordnetenhauses und vertrat in diesem nunmehr in der 49. Legislaturperiode bis zum 31. August 1976 den 9. Wahlbezirk des Bundesstaates Jalisco. Daraufhin wurde er 1976 Delegierter des PRI in Ciudad Valles sowie in Nuevo León.

### Gouverneur von Jalisco
Als Nachfolger von Alberto Orozco Romero wurde Flavio Romero de Velasco schließlich am 1. März 1977 für eine sechsjährige Wahlzeit Gouverneur des Bundesstaates Jalisco und bekleidete dieses Amt bis zum 28. Februar 1983, woraufhin Enrique Álvarez del Castillo ihn ablöste.
Während seiner Amtszeit als Gouverneur wurde am 6. März 1980 der Bosque de la Primavera durch Präsident José López Portillo zum staatlich geschützten Waldgebiet erklärt. Bereits am 25. September 1980 wurde unter der Amtszeit des Gouverneurs die Aufhebung dieses staatlichen Dekrets gefordert, um die Zone als touristisches und urbanes Gebiet auszuweisen. Im selben Jahr akquirierte der Gouverneur über einen Spendungs-Vertrag 5.290 ha im Westen des Walds, von denen die Regierung 672 ha für das Holzinstitut, Zellulose und Papier der Universität von Guadalajara für ihren Auftrag der Natur- und Waldbildung bewilligte, für einen Zeitraum von 25 Jahren. Im Jahr 1992 wurde das Zentrum der Ökologie des Bosque La Primavera der Universität Guadalajara zum Zweck der Umweltbildung eingerichtet. Ebenfalls 1980 überreichte er den Premio Jalisco an den Komponisten Gabriel Ruiz, der auch zum El melodista de América ernannt wurde.